# اورینگین

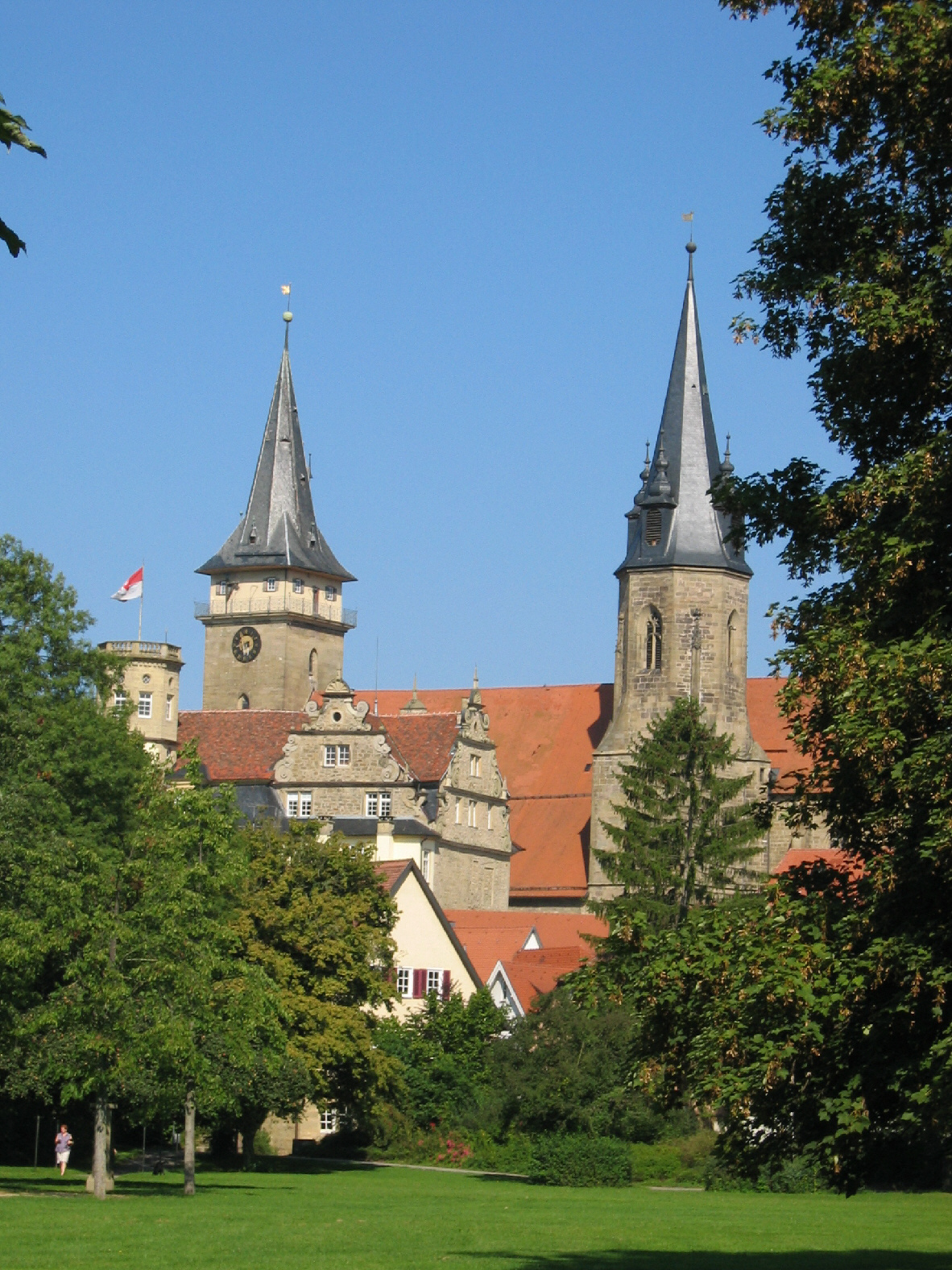
Stiftskirche & castle, in Öhringen, Germany

شهر اورینگین (به آلمانی: Öhringen) در ایالت بادن-وورتمبرگ در کشور آلمان واقع شده‌است.